# 布朗日堡
布朗日堡（法語：Blangy-le-Château，法語發音：[blɑ̃ʒi lə ʃato] ⓘ）是法国卡尔瓦多斯省的一个市镇，属于利雪区。

## 地理
布朗日堡（49°14'39"N, 0°16'25"E）面积10.62 平方千米，位于法国诺曼底大区卡爾瓦多斯省，该省份为法国西北部沿海省份，北濒大西洋英吉利海峡，东北与滨海塞纳省以海上边界相接，东临厄尔省，南至奧恩省，西与芒什省接壤。
与布朗日堡接壤的市镇（或旧市镇、城区）包括：卡洛讷河畔莱索蒂约、博讷维尔拉卢韦、勒布雷沃当、勒福、菲耶尔维尔莱帕尔克、勒梅尼勒叙布朗日、圣菲尔贝德尚。

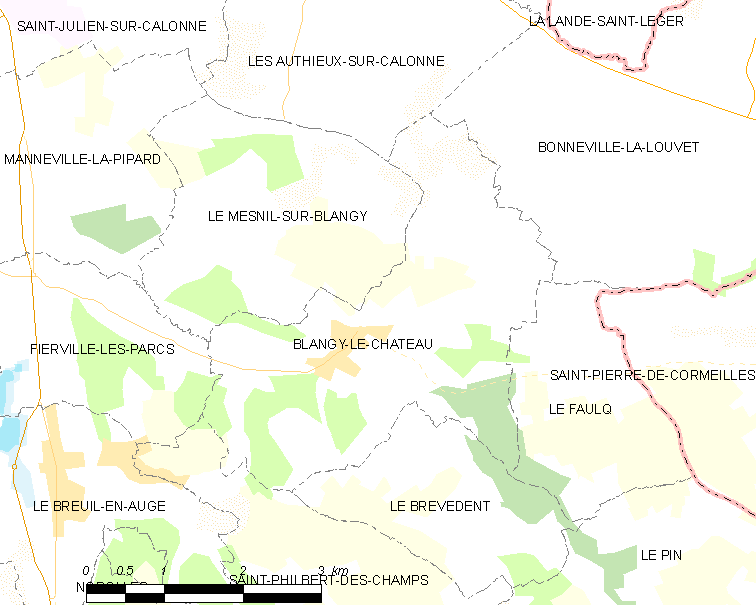
布朗日堡的OSM定位图

布朗日堡的时区为UTC+01:00、UTC+02:00（夏令时）。

## 行政
布朗日堡的邮政编码为14130，INSEE市镇编码为14077。

## 政治
布朗日堡所属的省级选区为蓬莱韦克县。

## 人口

1962-2008年间布朗日堡人口变化图示

布朗日堡于2022年1月1日时的人口数量为781人。